# Ульяново (Ильинский район)
 Ульяново — деревня в Ильинском районе Ивановской области. Входит в состав Аньковского сельского поселения.

## География
Находится в западной части Ивановской области на расстоянии приблизительно 18 км на восток-северо-восток по прямой от районного центра села Ильинское-Хованское.

## История
Нанесена была на карту еще 1808 года. В 1859 году здесь (тогда деревня в составе Суздальского уезда Владимирской губернии) было учтено 18 дворов.

## Население
Постоянное население составляло 98 человек (1859 год), 24 в 2002 году (русские 75 %), 12 в 2010.